# Исмаилов, Карим
Кари́м Исмаи́лов (1907—1968) — новатор сельскохозяйственного производства, председатель колхоза «Москва» Орджоникидзеабадского района Сталинабадской области Таджикской ССР, дважды Герой Социалистического Труда (1948, 1957).

## Биография
Родился 2 октября (19 сентября по старому стилю) 1907 года в кишлаке Джарбоши Бухарского эмирата (ныне Вахдатский район Таджикистана).
Окончил партийную школу в г. Душанбе (1928).
В 1933—1941 зампредрайисполкома, председатель райсоюза, председатель райисполкома Орджоникидзебадского района.
В 1941—1945 годах в рядах Красной Армии.
В 1945—1946 председатель сельсовета «Кара-Су»
В 1946—1949 зав. отделом технических культур Орджоникидзебадского района.
В 1950—1964 годах — председатель колхоза «Москва» (позже колхоз им. К. Исмаилова).
Член КПСС с 1932 года. На 11-м (1958) и 14-м (1961) съездах КП Таджикистана избирался кандидатом в члены ЦК КП Таджикистана. Депутат Верховного Совета Таджикской ССР 4—7-го созывов.
Жил в кишлаке Туркабад Эски-Гузарского сельсовета Вахдатского района. Умер 29 июня 1968 года. Похоронен в кишлаке Туркабад.
Брат Карима Исмаилова — Раджаб Исмаилов, Герой Социалистического Труда (1957), председатель колхоза имени В. И. Ленина Орджоникидзеабадского района Сталинабадской области Таджикской ССР.

## Награды
- Дважды Герой Социалистического Труда:
  - 01.03.1948 — как заведующий райотделом сесльскохозяйственного хозяйства Орджоникидзеабадского района за обеспечение перевыполнения районом плана сбора хлопка,
  - 17.01.1957 — как председатель колхоза за высокие урожаи хлопка-сырца.
- три ордена Ленина (в том числе 1.03.1948)
- орден Трудового Красного Знамени (23.10.1954)
- орден «Знак Почёта» (17.12.1949)
- 4 медали
- медали ВСХВ, в том числе Большие и Малые золотые и серебряные.

## Память

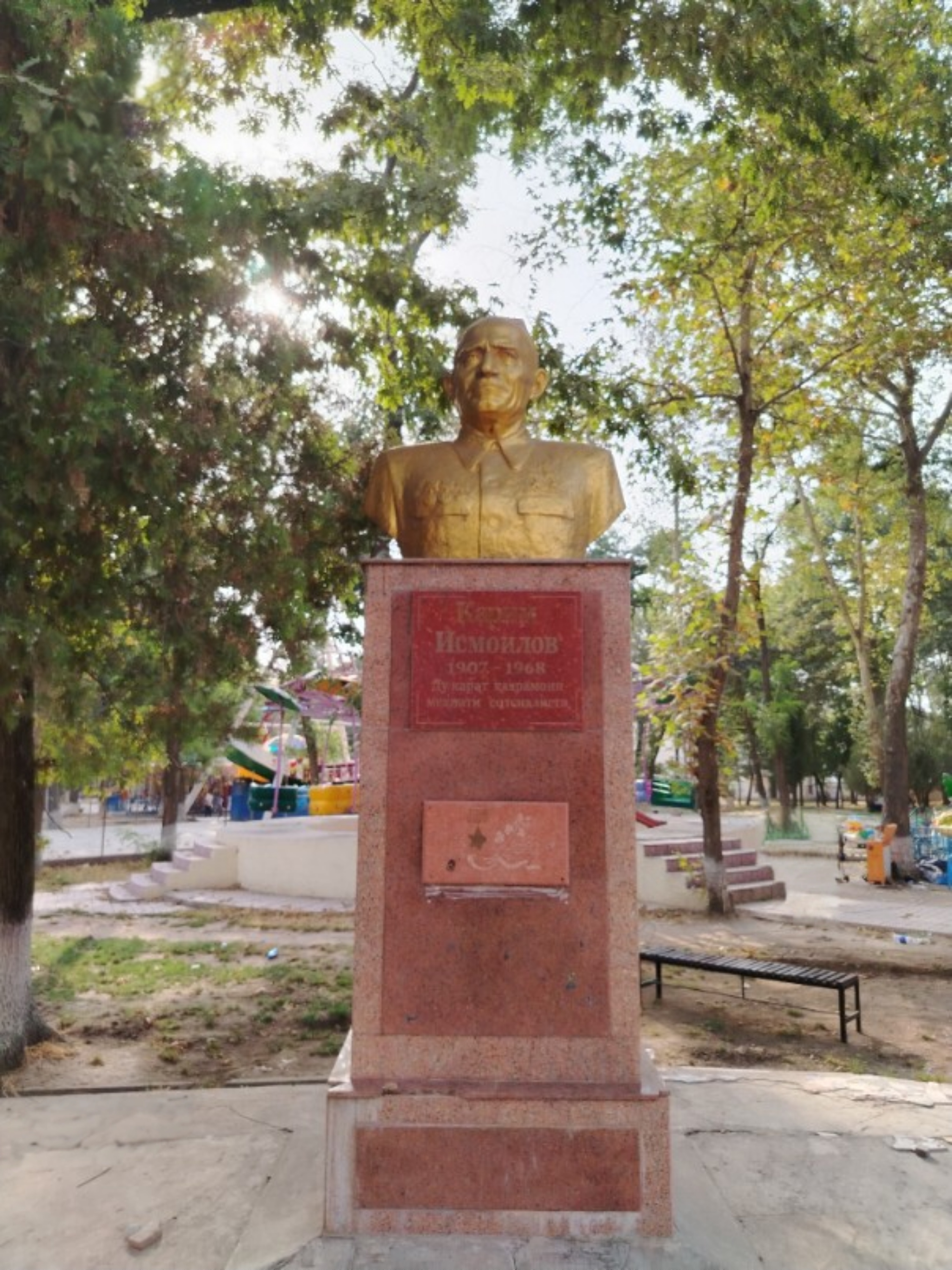
Бюст Кариму Исмаилову в Вахдатском городском парке культуры и отдыха

Его имя было присвоено колхозу, которым он руководил. Его памятник стоит и до сих пор в парке города Вахдат